# Audacity
Audacity es una aplicación informática multiplataforma libre que se puede usar para grabación y edición de audio, distribuida bajo la licencia GPLv2+ Los ejecutables compatibles con VST3 tienen licencia GPL-3 únicamente para mantener la compatibilidad de la licencia.
En julio de 2021, Audacity actualizó su política de privacidad en la que incluyó una cláusula que permitió a Muse Group –compañía que adquirió el proyecto en abril de 2021– recopilar «datos necesarios para las solicitudes de cumplimiento de la ley, litigios y autoridades». Esta actualización causó controversias, con sospechas de que Audacity se habría convertido en un spyware. Como consecuencia de la polémica, Audacity retractó su decisión de compartir datos y se limitaron el envío de datos por la red para comprobación de versiones y reporte de errores. 

## Historia
Fue creado en 1999 por Dominic Mazzoni y Roger Dannenberg en la Universidad de Carnegie Mellon, tras lo cual fue publicado en SourceForge.net como software libre en mayo de 2000.
En mayo de 2008, Audacity fue incorporado a la lista de los 100 mejores productos del año según los lectores y editores de la revista PC World en su versión estadounidense.
Muse Group, la compañía propietaria de MuseScore y Ultimate Guitar adquirió Audacity en abril del 2021. Martin Keary anunció la adquisición en YouTube, incluyendo entrevistas a algunos de los principales desarrolladores del proyecto.

## Características
- Grabación de audio en tiempo real. Audacity puede grabar varias pistas a la vez, siempre que la tarjeta de sonido lo admita.[12] Además del modo normal, las grabaciones,se pueden programar ("Grabación con temporizador"),[13] o usarse en modo Punch in and roll.[14]
- Edición archivos de audio tipo Ogg Vorbis, MP3, WAV, AIFF, FLAC, AU, LOF, WMP, y todos los formatos de archivos compatibles con la biblioteca libsndfile. Debido a preocupaciones sobre licencias de patentes, la biblioteca FFmpeg es necesaria para importar y exportar formatos propietarios como M4A (AAC) y WMA no está incluida con Audacity, sino que debe descargarse por separado.[15]
- Conversión entre formatos de tipo audio.
- Importación de archivos de formato MIDI, RAW y MP3.
- Edición de pistas múltiples.
- Agregar efectos al sonido (eco, inversión, tono, etc).
- Posibilidad de usar plug-ins para aumentar su funcionalidad. Audacity admite los complementos LADSPA, LV2, VST, VST3, Audio Units, Vamp y Nyquist, lo que le permite cargar la mayoría de los complementos de efectos de audio.  Además, cuenta con una consola para Nyquist, un dialecto Lisp, en el que los usuarios pueden escribir sus propios complementos  y soporte para secuencias de comandos Python externas.
- Soporte para modos multicanal con velocidades de muestreo de hasta 96  kHz con 32 bits por muestra
- Reducción de ruido basada en el muestreo del ruido a minimizar

### Edición no destructiva
Históricamente, Audacity es un editor destructivo, lo que significa que todos los cambios se aplican directamente a la forma de onda. Esto tiene ciertos beneficios, pero significa que cualquier cambio realizado no se puede modificar más adelante sin deshacer todos los cambios intermedios. Durante mucho tiempo, la edición no destructiva fue exclusiva de las envolventes de volumen y las velocidades de reproducción, pero desde la versión 3, esto se ha extendido al recorte de clips y los efectos.

### Análisis de audio

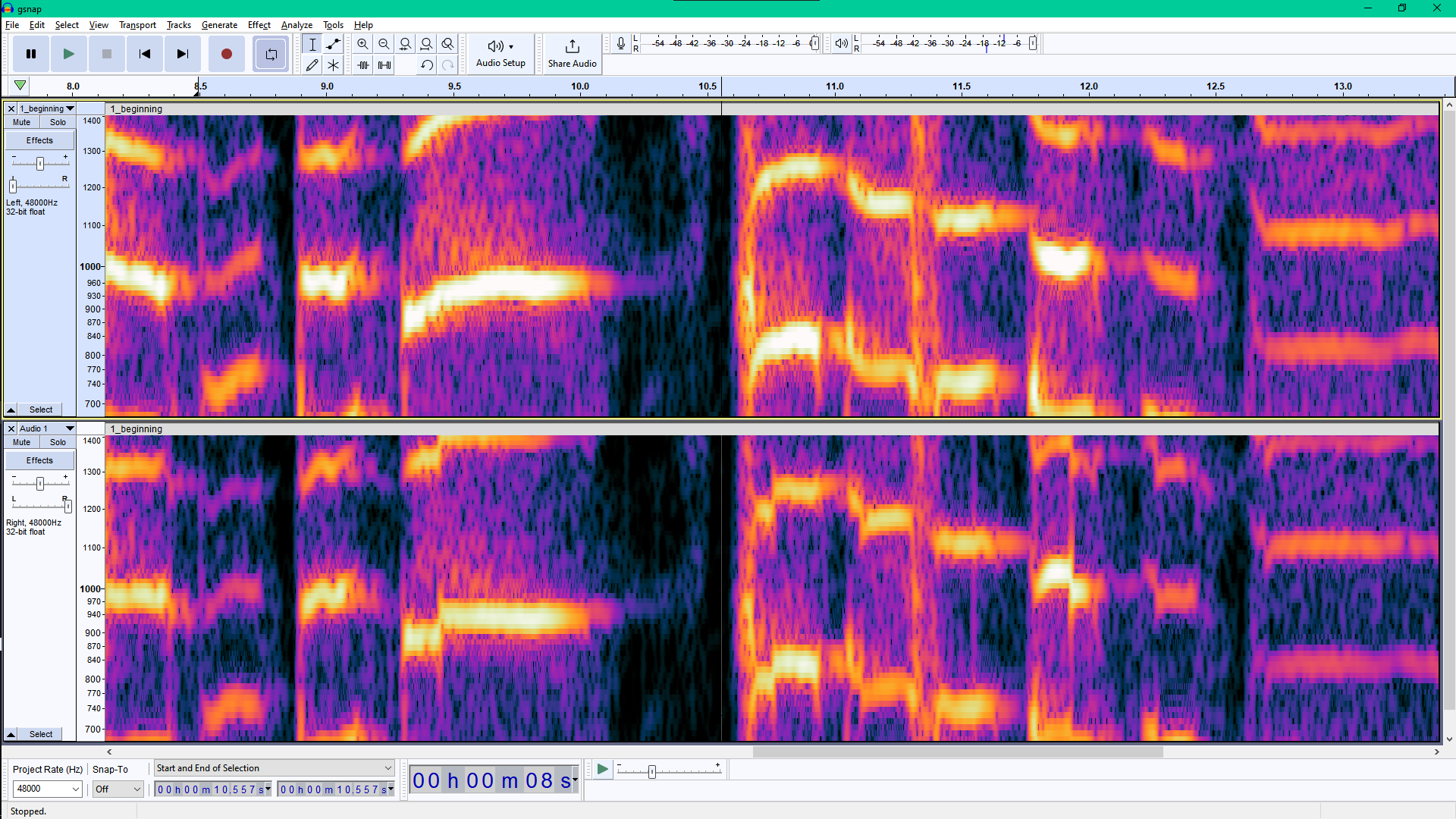
Captura de pantalla de Audacity 3.2.1 en Windows que muestra espectrogramas de un clip de audio con portamento (panel superior) y el mismo clip después de aplicar la corrección de tono, mostrando frecuencias sujetas a valores discretos (panel inferior)

Audacity tiene varias características que permiten el análisis de espectro utilizando el algoritmo de transformada de Fourier y espectrogramas. Al igual que con los efectos, se pueden agregar complementos de análisis adicionales, como los que verifican la compatibilidad de los audiolibros con ACX.

## Soporte de idiomas
El archivo ZIP del programa de software descargable Audacity incluye archivos de ayuda en su interfaz de usuario para afrikáans, alemán, árabe, bengalí, bielorruso, birmano, búlgaro, camboyano, catalán, chino (simplificado), chino (Taiwán), checo, coreano, danés, eslovaco, esloveno, español, euskera, finés, francés, galés, gallego, georgiano, griego, hebreo, hindi, húngaro, indonesio, inglés, irlandés, italiano, japonés, lituano, macedonio, neerlandés, noruego (bokmål), occitano, persa, polaco, portugués, portugués brasileño, rumano, ruso, serbio (cirílico), serbio (latino), sueco, tayiko, turco, ucraniano y vietnamita.
Además, el sitio web de Audacity proporciona tutoriales en varios idiomas.
La documentación, el Manual de Audacity, está disponible únicamente en inglés.  
El Foro Audacity ofrece soporte técnico en español, francés, ruso y alemán.

## Audacity en un estudio de grabación
Al ser un software de grabación multipista, Audacity cumple los parámetros necesarios para poder ser utilizado en un estudio de grabación de presupuestos más bajos, también conocidos como "estudios caseros". 
Se ha utilizado para grabar y mezclar álbumes completos, como el de Tune-Yards.  Actualmente, se utiliza en la unidad de Creación de Sonido del curso de TIC de Nivel Nacional 2 de OCR (Oxford, Cambridge and RSA Examinations) del Reino Unido.
No tiene las mismas funciones ni potencia que softwares de uso comercial (Sound Forge, Pro Tools, Cubase, FL Studio, etc.). En particular, aún no se han implementado la edición MIDI, los rollos de piano, los instrumentos virtuales, la automatización de parámetros y el enrutamiento de canales, pero es una herramienta bastante útil para personas que empiezan a experimentar el mundo de la grabación multipista. Cuenta con herramientas de edición de audio como copiar, cortar, pegar, junto con varios tipos de plugins y varios efectos básicos bastante útiles en una edición.